# Cantó de Rugles
El cantó de Rugles és un cantó francès del departament de l'Eure, situat al districte d'Évreux. Té 16 municipis i el cap es Rugles.

## Municipis
- Ambenay
- Bois-Anzeray
- Bois-Arnault
- Bois-Normand-près-Lyre
- Les Bottereaux
- Chaise-Dieu-du-Theil
- Chambord
- Champignolles
- Chéronvilliers
- La Haye-Saint-Sylvestre
- Juignettes
- Neaufles-Auvergny
- La Neuve-Lyre
- Rugles
- Saint-Antonin-de-Sommaire
- La Vieille-Lyre

## Història
| Data d'elecció                           | Identitat                  | Partit          | Qualitat |
| ---------------------------------------- | -------------------------- | --------------- | -------- |
| 1945-1951                                | Alfred Saussaye            | PCF             |          |
| 1951-1976                                | Jean de Broglie            | RI, després UDF |          |
| 1976-1982                                | M. Le Goff                 | MRG             |          |
| 1982-2001                                | Victor-François de Broglie | Divers droite   |          |
| 2001-                                    | Patrick Verdavoine         | PS              |          |
| les dades anteriors no són pas conegudes |                            |                 |          |
|                                          |                            |                 |          |

## Demografia
| A partir de 1990: Població sense dobles comptes |